# Ariel López
Ariel Maximiliano López (Lanús, Buenos Aires, Argentina, 5 de abril de 1974), conocido como Chupa López, es un exfutbolista argentino que se desempeñó como delantero centro. Surgido de las divisiones inferiores del Club Atlético Lanús, destacó en el fútbol argentino durante la década de 1990 y principios de la de 2000.

## Biografía

### Primeros Años
Ariel Maximiliano López nació el 5 de abril de 1974 en Lanús, una ciudad del Gran Buenos Aires, Argentina. Desde temprana edad mostró interés por el fútbol y se incorporó a las divisiones inferiores del Club Atlético Lanús a los 6 años, club de su ciudad natal, donde comenzó a forjar su carrera como delantero.

### Carrera en clubes
Club Atlético Lanús (1993-1998)
"Chupa" López debutó en la Primera División de Argentina con Lanús en 1993, a los 18 años. Rápidamente se consolidó como un delantero clave gracias a su olfato goleador y su presencia en el área. Su mejor temporada llegó en el Torneo Clausura 1996, cuando se consagró como máximo goleador del certamen con 12 tantos, un logro que lo posicionó como una de las figuras emergentes del fútbol argentino.
Ese mismo año, López fue parte del equipo que conquistó la Copa Conmebol 1996, el primer título internacional en la historia de Lanús. Durante el torneo, disputó 6 partidos y anotó 2 goles, contribuyendo al éxito del equipo dirigido por Héctor Cúper. Permaneció en Lanús hasta 1998, jugando más de 100 partidos y dejando una marca significativa como referente del club.
Genoa CFC (1998-1999)
En 1998, López dio el salto al fútbol europeo al fichar por el Genoa CFC de Italia, que militaba en la Serie B. Su paso por el club italiano duró un año y, aunque mostró destellos de su capacidad goleadora, no logró adaptarse completamente al fútbol europeo, lo que marcó su regreso a Argentina en 1999.
San Lorenzo de Almagro (1999-2000)
De vuelta en su país, López se unió a San Lorenzo de Almagro, donde jugó entre 1999 y 2000. Aunque no alcanzó el mismo nivel de protagonismo que en Lanús, aportó goles y experiencia al equipo durante su estadía en el club de Boedo.
Segunda etapa en Lanús (2000-2002)
En 2000, Ariel López regresó al Club Atlético Lanús, donde permaneció hasta 2002. Durante esta segunda etapa, tuvo un momento icónico en la Promoción de 2002 frente a Huracán de Tres Arroyos. El 23 de mayo de 2002, ingresó como suplente en el partido de ida (victoria 2-1), anotó un gol y generó otro, siendo clave para que Lanús mantuviera su lugar en la Primera División tras el empate 1-1 en la vuelta. Este episodio lo convirtió en un héroe para la hinchada granate.
Experiencias en España (2001-2003)
En 2001, López volvió a probar suerte en Europa al fichar por el Club de Fútbol Gandía, en 2002, se incorporó al RCD Mallorca de la Primera División de España. Con el Mallorca, participó en la temporada 2002-2003. Su tiempo en el club balear fue limitado, y no logró consolidarse como titular.
Etapa en México (2004-2007)
continuó su carrera en México, donde jugó para el Club Necaxa (2004-2005) y los Pumas UNAM (2005-2007). En Pumas, encontró cierta regularidad y disputó varios partidos en la Primera División mexicana, aunque no alcanzó los números goleadores de sus mejores años en Argentina. Se retiró del fútbol profesional en julio de 2007, a los 33 años, tras su paso por el club universitario.

### Carrera como entrenador
Tras su retiro en 2007, López se radicó en México, donde comenzó a prepararse como director técnico. En 2020, durante la pandemia de COVID-19, regresó a Argentina con la intención de iniciar una carrera como entrenador junto a Hugo Morales, otro exjugador de Lanús. Dirigió al Celaya FC en la segunda división mexicana y expresó su deseo de trabajar en el fútbol argentino, destacando su admiración por entrenadores como Miguel Ángel Russo, Gustavo Alfaro y Héctor Cúper, quienes influyeron en su formación como jugador.

## Clubes
| Club         | País      | Año       | Partidos | Goles |
| ------------ | --------- | --------- | -------- | ----- |
| CA Lanús     | Argentina | 1993-1997 | 136      | 53    |
| Genoa CFC    | Italia    | 1998      | 17       | 4     |
| San Lorenzo  | Argentina | 1999-2000 | 29       | 6     |
| CA Lanús     | Argentina | 2000-2002 | 39       | 10    |
| RCD Mallorca | España    | 2002      | 23       | 3     |
| Hércules CF  | España    | 2003      | 3        | 0     |
| Quilmes      | Argentina | 2003-2004 | 44       | 12    |
| Necaxa       | México    | 2005-2006 | 50       | 18    |
| Pumas UNAM   | México    | 2006-2007 | 22       | 6     |

## Títulos obtenidos
| Título        | Club  | País      | Año  |
| ------------- | ----- | --------- | ---- |
| Copa Conmebol | Lanús | Argentina | 1996 |